# Grands lacs du Morvan
Pour les articles homonymes, voir Grands Lacs.
Les grands lacs du Morvan sont 6 lacs artificiels créés au XIXe et XXe siècles pour satisfaire notamment des besoins en approvisionnement en eau des communes locales et en stockage de bûches à l'époque du flottage du bois.
Ils se situent dans le massif du Morvan, au cœur de la région Bourgogne.
De nos jours, certains servent toujours à l'approvisionnement en eau et/ou à la production d'électricité mais surtout à la régulation des eaux des affluents directs ou indirects de la Seine.

## Les 6 grands lacs

### Le lac de Pannecière

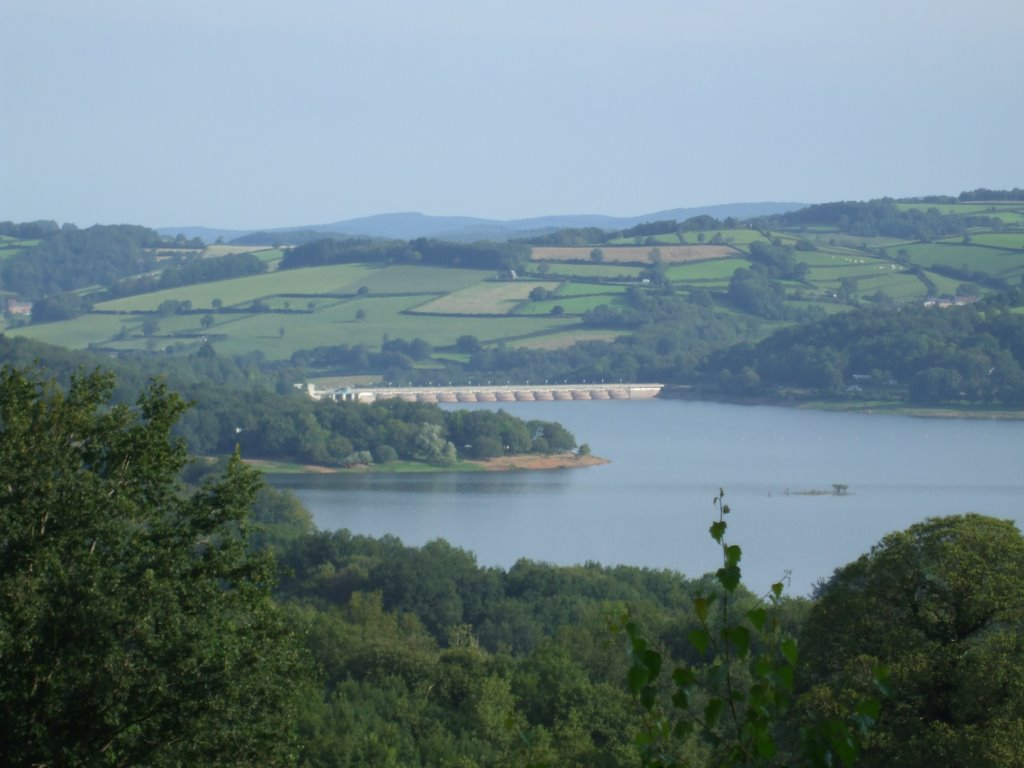
Le lac de Pannecière et son barrage hydroélectrique

Le lac de Pannecière, construit entre 1937 et 1949 sur le lit de l'Yonne, se situe dans le département de la Nièvre, sur les territoires des communes de Chaumard, Corancy, Montigny-en-Morvan et Ouroux-en-Morvan. Il s'étend sur une surface de 520 ha et sa capacité de 82,5 millions de m³ sert à la régulation des eaux de la Seine. À ce titre, il fait partie des grands lacs de Seine.

Son barrage dispose également d'une centrale hydroélectrique gérée par EDF depuis 1950.

#### Histoire
Le lac de Pannecière niché à 320 mètres d'altitude dans la haute vallée de l'Yonne doit son nom au hameau de Pannecière en contrebas du barrage. Le plus grand lac artificiel du territoire est très prisé par les pêcheurs ainsi que les randonneurs. Le barrage est de type multivoutes, muni de 12 contreforts. Il est haut de 49 mètres et long de 352 mètres. Un second barrage de compensation est construit en aval afin de restituer l’eau à l’Yonne sous un débit constant. Ce second édifice est long de 220 mètres et est composé de 33 voûtes minces. Il permet également de fournir de l’eau à la rigole d’alimentation du canal du Nivernais qui relie la Loire à la Seine.
Une usine hydroélectrique exploitée par EDF est mise en service en 1950. Aujourd’hui le barrage est géré par une institution publique « Les Grands Lacs de Seine » qui regroupe les quatre départements de Paris, des Hauts-de-Seine, de la Seine-Saint-Denis, et du Val-de-Marne. Niché dans la vallée de l’Yonne, Pannecière est le plus grand lac du Morvan. Ce lac réservoir a été mis en service en 1950 afin de contrôler le débit des affluents de la Seine, dont l’Yonne et l’Houssière qui l’alimentent, font partie.
Tous les ans, les eaux sont stockées de novembre à juin et sont libérées de juillet à octobre. Le niveau du lac est donc le plus haut à la fin juin et le plus bas à la fin octobre. Le lac est complètement vidé tous les 10 ans. La dernière vidange complète a été effectuée en 2012.
Lors des vidanges partielles ou décennales, il est possible de voir les vestiges des anciens hameaux qui ont été engloutis par sa mise en eau : ponts, anciens chemins, fondations d’habitations…

### Le lac des Settons

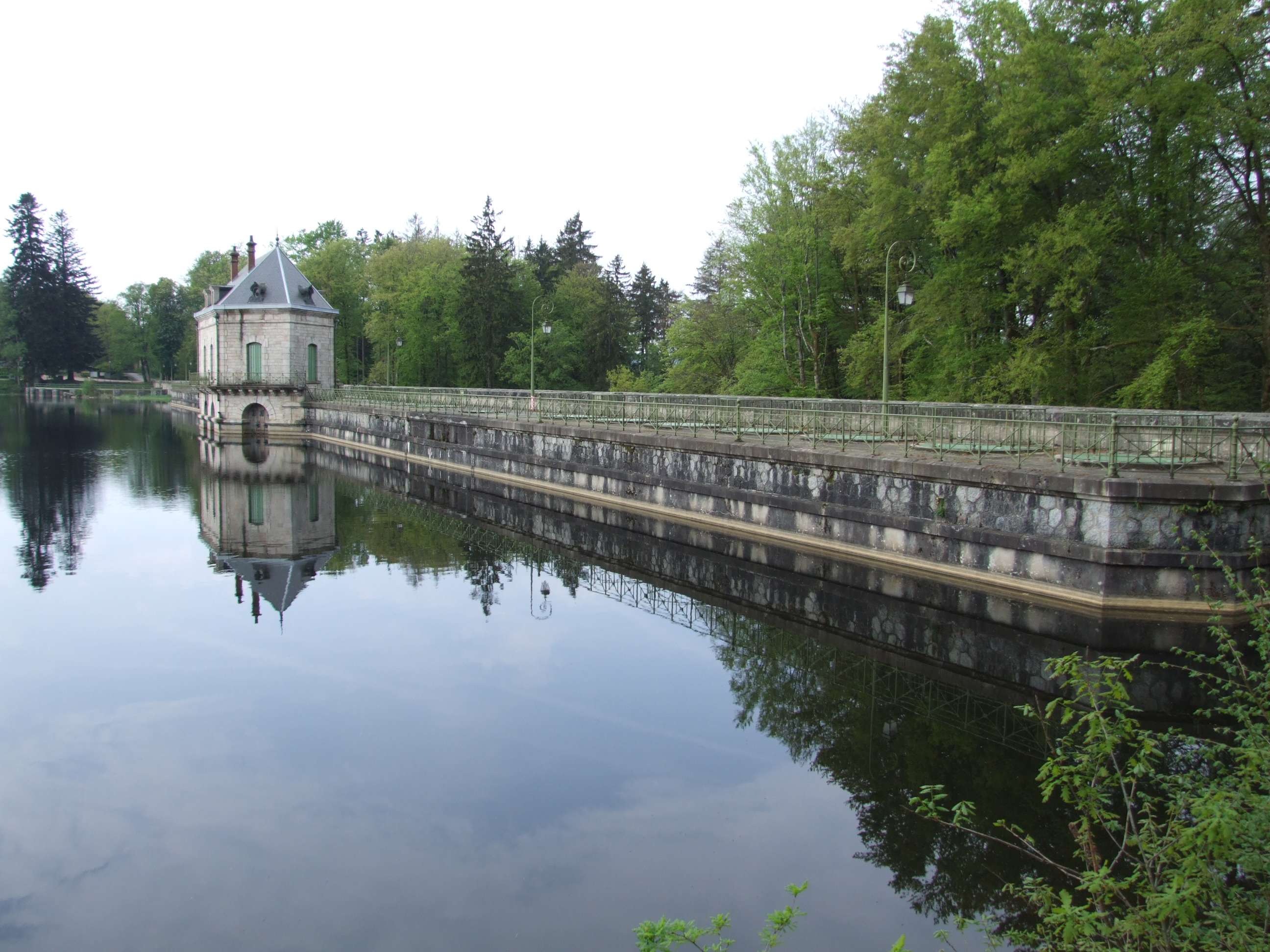
Le barrage du lac des Settons

Le lac des Settons, construit entre 1854 et 1858 sur le lit de la Cure, se situe dans le département de la Nièvre, sur les territoires des communes de Montsauche-les-Settons et Moux-en-Morvan. Il s'étend sur une surface de 367 ha et sa capacité est de 19,5 millions de m³. Construit à l'origine pour le flottage du bois, ce dernier cessa en 1924. Il est aujourd'hui utilisé comme base nautique de loisirs.

### Le lac du Crescent

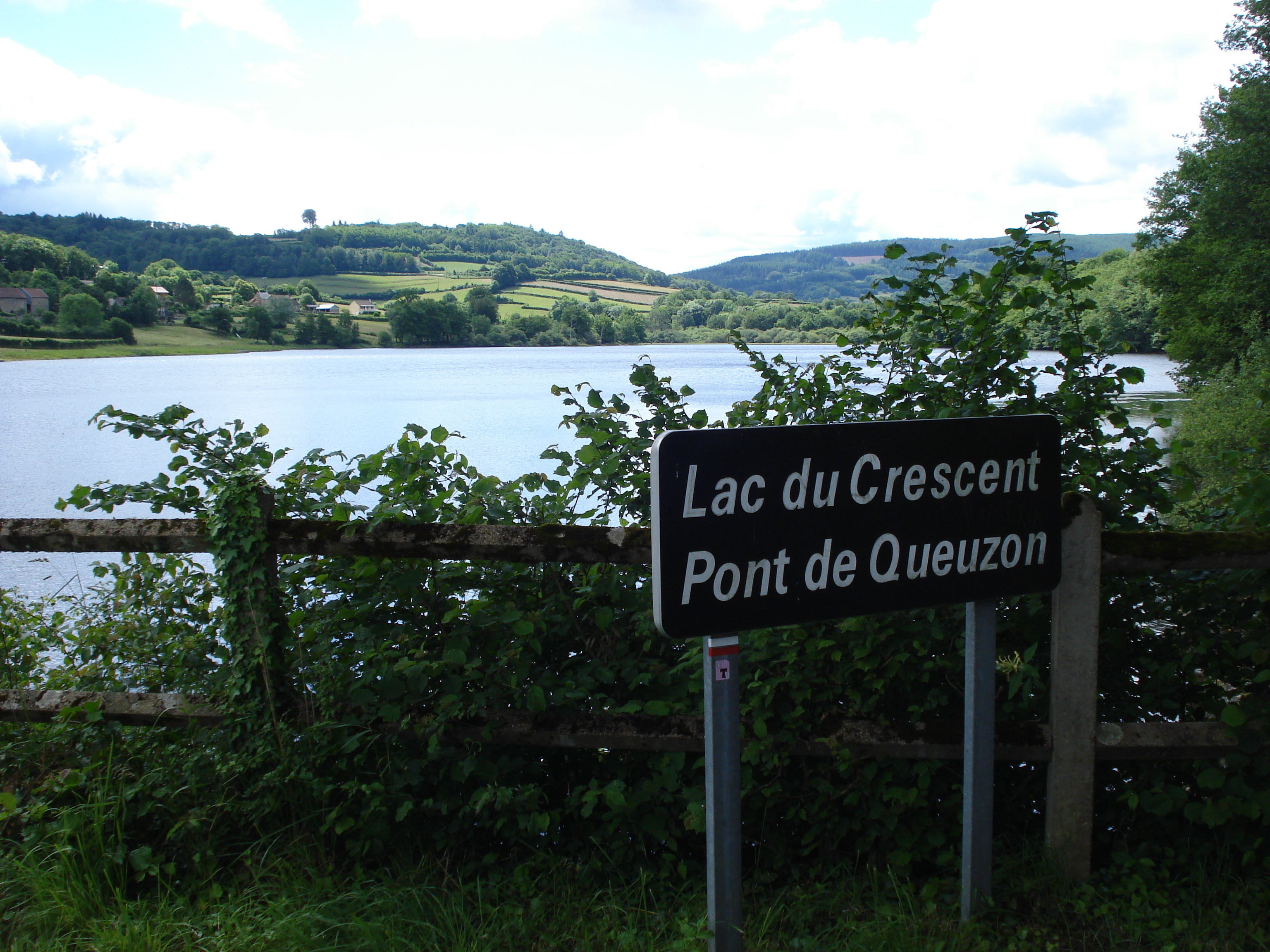
Le lac du Crescent

Le lac du Crescent, construit entre 1929 et 1932 au confluent de la Cure et du Chalaux, se situe à cheval sur les départements de la Nièvre et de l'Yonne, sur les territoires des communes de Chastellux-sur-Cure, Marigny-l'Église et Saint-Germain-des-Champs. Il s'étend sur une surface de 165 ha et sa capacité de 14,25 millions de m³ sert notamment d'approvisionnement en eau pour les communes de l'Avallonnais. Il dispose également d'une centrale hydroélectrique gérée par EDF.

### Le lac de Saint-Agnan

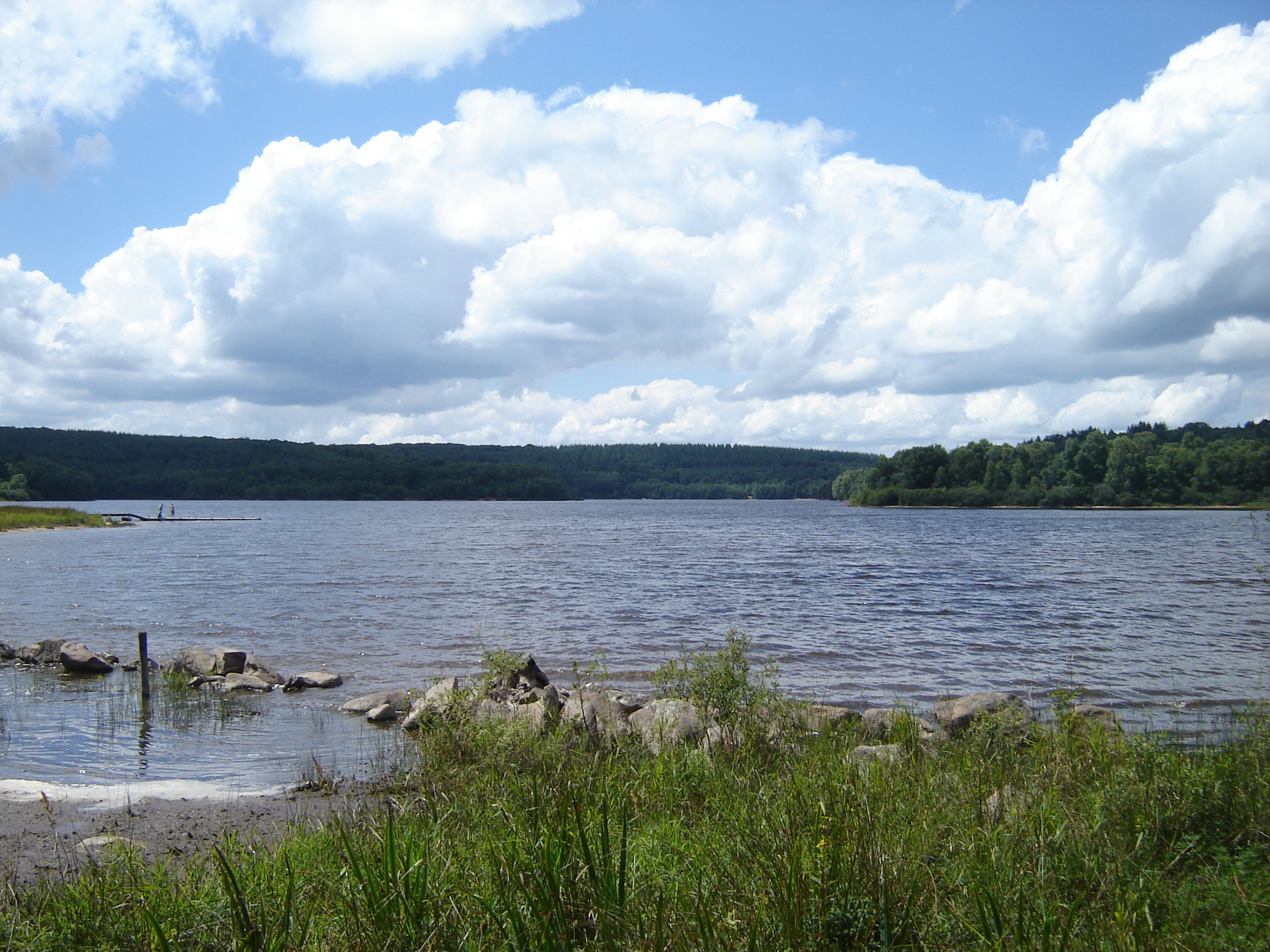
Le lac de Saint-Agnan

Le lac de Saint-Agnan,inauguré en 1969, se situe sur le lit du Cousin dans le département de la Nièvre, sur le territoire de la commune de Saint-Agnan. Il s'étend sur une surface de 140 ha et sa réserve assure l'approvisionnement en eau de 28 communes environnantes.

### Le lac de Chaumeçon

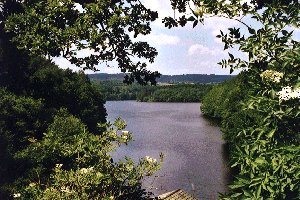
Le lac de Chaumeçon

Le lac de Chaumeçon, construit entre 1933 et 1935 sur le lit du Chalaux, se situe dans le département de la Nièvre, sur les territoires des communes de Brassy, de Saint-Martin-du-Puy et de Marigny-l'Église. Il s'étend sur une surface de 135 ha, dispose d'une centrale hydroélectrique gérée par EDF et sa capacité de 19 millions de m³ sert également à la régulation des eaux de la Seine.

### Le lac de Chamboux

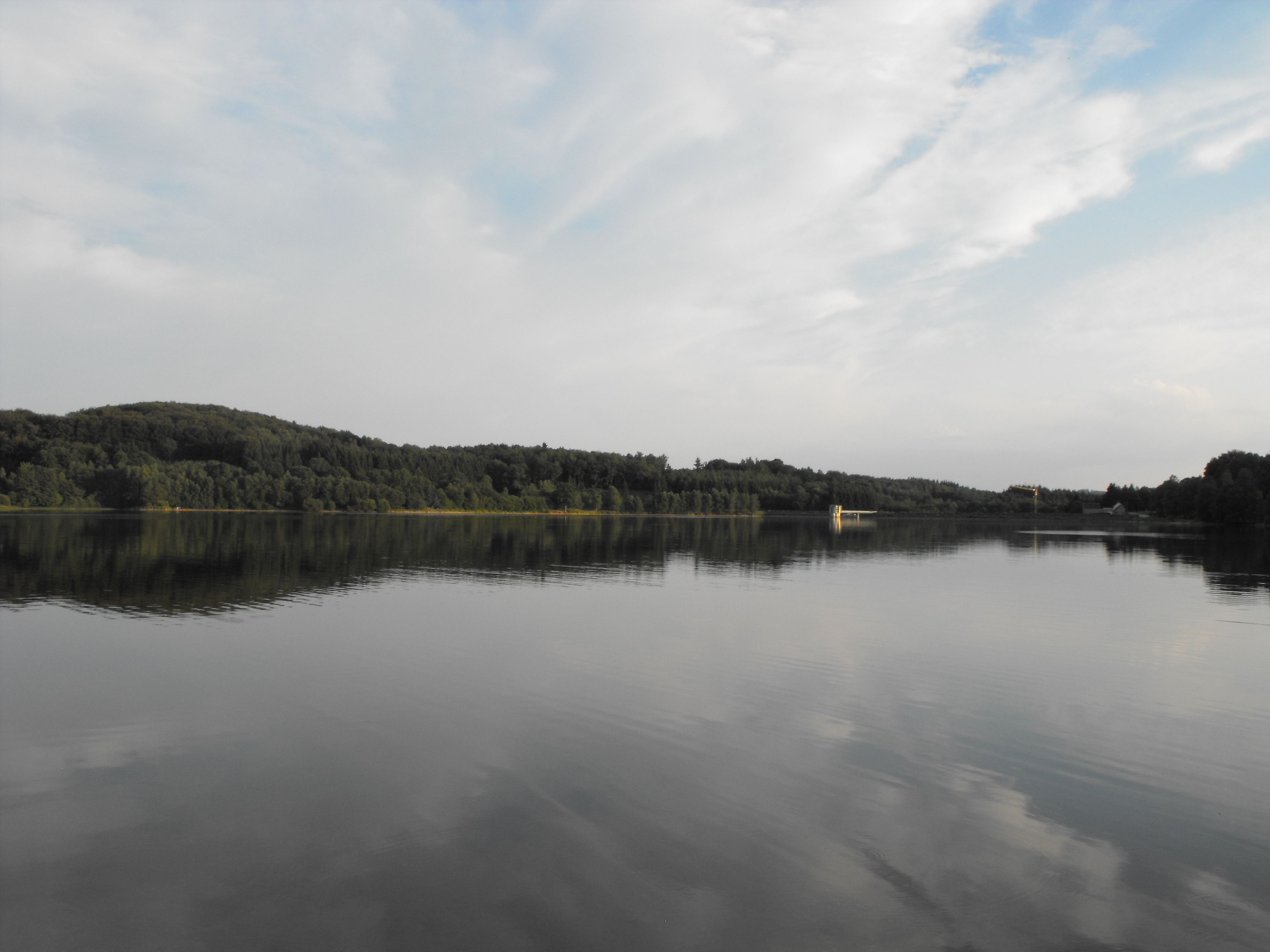
Le lac de Chamboux

Le lac de Chamboux, construit en 1984 sur le lit du Ternin, se situe dans le département de la Côte-d'Or, sur les territoires des communes de Champeau-en-Morvan et Saint-Martin-de-la-Mer. Il s'étend sur une surface de 75 ha et sa capacité de 3,6 millions de m³ sert d'approvisionnement en eau.